# Pierre Roche (compositeur)
Pour les articles homonymes, voir Pierre Roche et  Roche.
Pierre Roche est un chanteur, pianiste et compositeur franco-canadien, né le 27 mars 1919 à Beauvais (Oise) et mort le 29 janvier 2001 à Québec (Capitale-Nationale).

## Biographie
De 1942 à 1949, Pierre Roche forme un duo vocal avec Charles Aznavour avec lequel il va composer de très nombreuses chansons et entreprendre une carrière au Québec en 1948. Il épouse la chanteuse québécoise Aglaé (née Jocelyne Deslongchamps) en 1950, et ils partent vivre à Paris en 1952.
Après une décennie de tournées internationales, le couple revient s'installer dans la ville de Québec en 1963 où Pierre Roche devient une figure importante de la scène musicale. Il collabore aussi avec Lawrence Riesner et Pierre Saka.

## Musique
- 1942 : Après la pluie ; Ma muse que j'aime, paroles et musique de Pierre Roche
- 1942 : Autour de votre amour, paroles de F. de Joannis et Henri Le Pointe, musique de Pierre Roche
- 1942 : Comme le ciel est tout bleu, paroles de Henri Le Pointe et Pierre Roche, musique de Pierre Roche
- 1942 : Première danse, paroles de Lull Micaëlli et Henri Le Pointe, musique de Pierre Roche
- 1942 : Les clefs de mon âme, paroles de Pierre Saka, musique de Pierre Saka et Pierre Roche
- 1943 : J'aime chanter à mon piano ; Le vent m'a volé mon bonheur ; La Valse du bonheur, paroles de Lawrence Riesner, musique de Pierre Roche
- 1943 : Avec toi pour toujours ; Dame de cœur ; Quand la ville dort, paroles de Lawrence Riesner, musique de Lawrence Riesner et Pierre Roche
- 1943 : La poupée de mes rêves, paroles de Pierre Saka et Lawrence Riesner, musique de Pierre Saka et Pierre Roche
- 1943 : Bonjour les amis, paroles de Pierre Saka et Lawrence Riesner, musique de Pierre Roche
- 1943 : J'attends l'inconnu,  paroles de René Laporte, musique de Lawrence Riesner et Pierre Roche
- 1943 : L'amour naît souvent de ces riens,  paroles de René Laporte, musique de Pierre Roche
- 1945 : Mon ange blond, paroles de Pierre Roche, musique de Christian Jollet
- 1945 : Cinq filles à marier, paroles de Charles Aznavour, musique de Pierre Roche
- 1945 : Ma douce chanson, paroles de Max Henry, musique de Pierre Roche
- 1946 : Le feutre taupé[3], paroles de Charles Aznavour, musique de Pierre Roche
- 1946 : O Mama Maria, paroles de Zappy Max, musique de Pierre Roche
- 1946 : Il aimait les films de gangsters, paroles de Zappy Max, musique de Charles Aznavour et Pierre Roche
- 1946 : Rumeurs, paroles de Lawrence Riesner, musique de Lawrence Riesner et Pierre Roche
- 1946 : Bal du faubourg ; Boule de gomme ; C'est pas tous les jours dimanche ; J'ai bu ; Voyez c'est le printemps, paroles de Charles Aznavour, musique de Pierre Roche
- 1946 : Un homme comme les autres (du film Étoile sans lumière), paroles d'Édith Piaf, musique de Pierre Roche
- 1947 : En allant de Montmartre au Quartier latin, paroles de Charles Aznavour, musique de Pierre Roche
- 1947 : Il me reste encore mon cœur, paroles de Charles Aznavour, musique de Charles Aznavour et Pierre Roche
- 1947 : Fête foraine, paroles de Pierre Jacob, musique de Pierre Roche
- 1947 : Pour les amants (du film Le silence est d'or), musique de Pierre Roche
- 1948 : C'est un gars ; Je suis amoureux ; Premier verre de Champagne ; Tant de monnaie ; Je n'ai qu'un sou, paroles de Charles Aznavour, musique de Pierre Roche
- 1949 : En revenant de Québec ; Il y avait trois jeunes garçons ; Simplette ; Sosthène, paroles de Charles Aznavour, musique de Pierre Roche
- 1950 : Les filles de Trois-Rivières ; Retour, paroles de Charles Aznavour, musique de Pierre Roche
- 1950 : J'aime Paris au mois de mai ; Ma prairie fleurie, paroles de Charles Aznavour, musique de Charles Aznavour et Pierre Roche
- 1950 : La java des globules, musique de Pierre Roche
- 1950 : Le ciel est si doux, paroles de Lawrence Riesner, musique Pierre Roche
- 1951 : L'amour a fait de moi ; Ma main a besoin de ta main ; Oublie Loulou ; Robe légère, paroles de Charles Aznavour, musique de Pierre Roche
- 1951 : Du matin jusqu'au soir (de l'opérette La P'tite Lili), paroles de Charles Aznavour, musique de Pierre Roche
- 1951 : Poker, paroles de Charles Aznavour, musique de Charles Aznavour et Pierre Roche
- 1951 : Dominique, paroles de Claude Bonheur, musique de Pierre Roche
- 1952 : Monsieur Jonas, paroles de Charles Aznavour, musique de Pierre Roche
- 1952 : Rencontre, musique de Pierre Roche
- 1954 : Je voudrais, paroles de Charles Aznavour, musique de Pierre Roche
- 1954 : Kleptomane, paroles de Pierre Dudan, musique de Pierre Roche
- 1955 : Les yeux d'une blonde (de l'opérette Méditerranée), paroles de J. Lorain, musique de Pierre Roche
- 1956 : Soupe au lait... ça explose, paroles de Charles Aznavour, musique de Pierre Roche
- 1957 : Dans nos campagnes ; Le Petit Jardinier, paroles de Jacques Blanchet, musique de Jacques Blanchet et Pierre Roche
- 1957 : Je t'aime, paroles de Michèle Vendome, musique de Pierre Roche
- 1958 : Le dimanche ; Théodore, paroles de Michèle Vendome, musique de Pierre Roche
- 1959 : Monsieur Hector ; Si tu vas à la ville, paroles de Francis Morand, musique de Pierre Roche
- 1960 : La belle vie ; Si y avait la fête, paroles de Michèle Vendome, musique de Pierre Roche
- 1960 : La chasse à l'escargot, paroles de Robert Gall, musique de Pierre Roche
- 1961 : Œillet d'Alger, paroles de Max Bizeau, musique de Pierre Roche

## Discographie
- Boule de gomme ; Je suis amoureux, avec Charles Aznavour - Quality P 042, 1948
- Le feutre taupé ; Départ express, avec Charles Aznavour - Polydor 560072, 1948
- J'ai bu ; Voyez c'est le printemps, avec Charles Aznavour - Polydor 560071, 1948
- Tant de monnaie ; Je n'ai qu'un sou, avec Charles Aznavour - Polydor 560077, 1949
- Les cris de ma ville ; Retour, avec Charles Aznavour - Quality P004
- En revenant de Québec ; Il pleut, avec Charles Aznavour -  London 25016
- Ma prairie fleurie ; Les filles de Trois-Rivières  - Alouette CF 750